# Słupia Konecka
Słupia Konecka è un comune rurale polacco del distretto di Końskie, nel voivodato della Santacroce.
Ricopre una superficie di 105,66 km² e nel 2004 contava 3 641 abitanti.